# Neococcidencyrtus melynis
Neococcidencyrtus melynis är en stekelart som beskrevs av John S. Noyes 1987. Neococcidencyrtus melynis ingår i släktet Neococcidencyrtus och familjen sköldlussteklar.
Artens utbredningsområde är Peru. Inga underarter finns listade i Catalogue of Life.